# Charmois (Territoire de Belfort)
Charmois (deutsch früher Zarmweiler) ist eine französische Gemeinde mit 371 Einwohnern (Stand: 1. Januar 2022) im Territoire de Belfort in der Region Bourgogne-Franche-Comté. Die Bewohner werden Charmoyens und Charmoyennes genannt.

## Geographie
Charmois liegt auf 334 m, etwa neun Kilometer südöstlich der Stadt Belfort (Luftlinie). Das Dorf erstreckt sich im Flachland der Burgundischen Pforte, am nördlichen Rand der weiten Talebene der Bourbeuse, in der sich auch die Wasserstraße des Rhein-Rhône-Kanals befindet, gegenüber von Froidefontaine, zwischen den Plateaus von Les Grands Bois im Nordwesten und Bois Lachat im Südosten.
Die Fläche des 4,17 km² großen Gemeindegebiets umfasst einen Abschnitt der nur schwach reliefierten Landschaft im Bereich der Burgundischen Pforte (Trouée de Belfort). Die südliche Grenze verläuft stets entlang der Bourbeuse, die sich mit Mäandern durch eine breite Talebene windet und für die Entwässerung zur Allaine sorgt. Von der Bourbeuse erstreckt sich das Gemeindeareal nach Norden über die Talaue und einen sanft ansteigenden Hang, der durch mehrere kurze Seitenbäche untergliedert wird, bis auf das angrenzende Plateau. Dieses liegt durchschnittlich auf 360 m und ist teils mit Acker- und Wiesland, teils mit Wald bedeckt. Ganz im Norden befindet sich das Waldgebiet Les Grands Bois, in dem mit 371 m die höchste Erhebung von Charmois erreicht wird. Die östliche Grenze bildet mit der Praille ein rechter Zufluss der Bourbeuse.
Nachbargemeinden von Charmois sind Meroux-Moval und Novillard im Norden, Autrechêne im Osten, Froidefontaine im Süden sowie Bourogne im Westen.

## Geschichte
Erstmals schriftlich erwähnt wird Charmois im Jahr 1105 in einer Urkunde des Priorats Froidefontaine. Der Ortsname geht auf das französische Wort charme (Weißbuche) zurück. Mitte des 14. Jahrhunderts gelangte das Dorf unter die Oberhoheit der Habsburger. Zusammen mit dem Sundgau kam Charmois mit dem Westfälischen Frieden 1648 an die französische Krone. Seit 1793 gehörte das Dorf zum Département Haut-Rhin, verblieb jedoch 1871 als Teil des Territoire de Belfort im Gegensatz zum restlichen Elsass bei Frankreich. Seit 2005 war Charmois zunächst Teil des Gemeindeverbandes Communauté d’Agglomération Belfortaine, der 2017 in der Grand Belfort Communauté d’Agglomération aufging.

## Bevölkerung
| Bevölkerungsentwicklung | Bevölkerungsentwicklung |
| Jahr                    | Einwohner               |
| ----------------------- | ----------------------- |
| 1962                    | 116                     |
| 1968                    | 121                     |
| 1975                    | 115                     |
| 1982                    | 203                     |
| 1990                    | 227                     |
| 1999                    | 261                     |
| 2007                    | 289                     |
| 2017                    | 340                     |

Mit 371 Einwohnern (1. Januar 2022) gehört Charmois zu den kleinen Gemeinden des Départements Territoire de Belfort. Nachdem die Einwohnerzahl in der ersten Hälfte des 20. Jahrhunderts abgenommen hatte (1896 wurden noch 196 Personen gezählt), wurde seit Mitte der 1970er Jahre wieder ein kontinuierliches Bevölkerungswachstum verzeichnet.

## Wirtschaft und Infrastruktur
Charmois war bis weit ins 20. Jahrhundert hinein ein vorwiegend durch die Landwirtschaft (Ackerbau, Obstbau und Viehzucht) und die Forstwirtschaft geprägtes Dorf. Daneben gibt es heute einige Betriebe des lokalen Kleingewerbes. Mittlerweile hat sich das Dorf zu einer Wohngemeinde gewandelt. Viele Erwerbstätige sind deshalb Wegpendler, die in den größeren Ortschaften der Umgebung und in den Agglomerationen Belfort und Montbéliard ihrer Arbeit nachgehen.
Die Ortschaft liegt abseits der größeren Straßenverbindungen an einer Departementsstraße, die von Danjoutin nach Froidefontaine führt. Der nächste Anschluss an die Autobahn A36 befindet sich in einer Entfernung von ungefähr neun Kilometern. Weitere Straßenverbindungen bestehen mit Bourogne und Autrechêne.